# Brevipalpus pritchardi
Brevipalpus pritchardi är en spindeldjursart som beskrevs av Baker och James P. Tuttle 1964. Brevipalpus pritchardi ingår i släktet Brevipalpus och familjen Tenuipalpidae. Inga underarter finns listade.